# プジョー・4002
プジョー・4002（The Peugeot 4002）は2003年に発表されたプジョーのコンセプトカーである。

## 概要
プジョーは2002年のパリモーターショーで第二回プジョー デザイン コンペティションを開催。テーマは「レトロフューチャー」で、Web上で募集された。90カ国から合計2800件のデザインが集まり、ドイツのグラフィックアーティストであるStefan Schulzeが優勝した。2003年のジュネーブモーターショーでSchulzeはトロフィーと5000ユーロを授与され、デザイン案をプジョーがフルスケールで作成することが発表された。

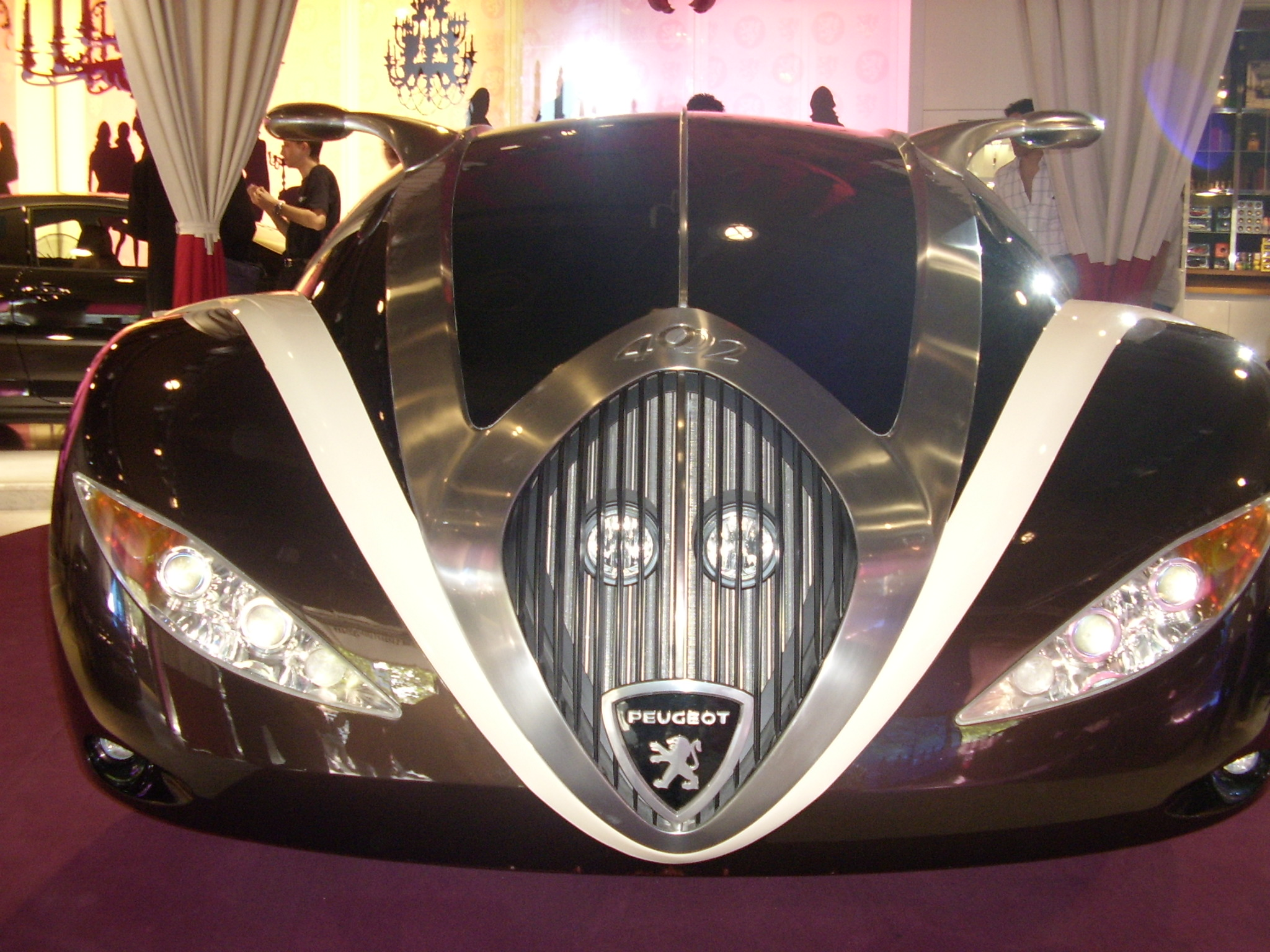
フロントグリル内に配置されたヘッドライト

優勝したデザインは4002として、2003年のフランクフルトモーターショーで展示された。ライオンをモチーフにしたボディはアルミニウムとグラスファイバーで作られており、21インチのホイールを履いている。フロントグリル内に配置さえたヘッドライトは402をモチーフにデザインされた。4002はショーカーとして製造されたため、エンジンは搭載しておらず、公道を走行することもできない。